# Allium haneltii
Allium haneltii — вид трав'янистих рослин родини амарилісові (Amaryllidaceae), ендемік Узбекистану.

## Опис
Цибулина 10–15 × 5–10 мм. Стебло висотою 10–20 см. Листки в кількості 2–3, 1–2 мм завширшки. Оцвітина дзвінчаста, білувато-рожева фіолетово жильна, листочки 2–3 мм завдовжки.

## Поширення
Ендемік Узбекистану.